# God Bless
God Bless es una banda de rock de Indonesia, formada en la década de los años 70 por Ahmad Albar, Jockie Soerjoprajogo, Fuad Hassan, Donny Fattah y Ludwig Lemans. La banda hasta la fecha se mantiene activo, ya que han sido ganadores de numerosos premios y reconocimientos en la industria musical de Indonesia.

## Carrera
God Bless que en español significa "Dios Bendiga", fue fundada por Ahmad Albar (voz), Jockie Soerjoprajogo (teclado), Fuad Hassan (batería), Donny Fattah (bajo) y Ludwig Lemans (guitarra) en 1973. Tuvieron su primer concierto en vivo el 5 de mayo de 1973 en Taman Ismail Marzuki. Uno de sus mayores conciertos de mayor éxito fue en el 2004, conocido como el Verano 28. En ese período también se presentaron en una Feria de Yakarta, que se celebró cerca de un Monumento Nacional, ese mismo año la banda actuó en Ambisi (ambición). Lemans dejó la banda poco después de regresar a los Países Bajos. 
En 1975, la banda compartió los escenarios junto a la banda británica de rock Deep Purple, cuando este visitó y se presentó en Yakarta. Lanzaron su primer álbum titulado, "Huma di Atas Bukit" (Casa de la Colina), al año siguiente. Lanzaron una canción titulada extraída de un álbum de rock progresivo, una adaptación de "Firth Of Fifth" perteneciente a la banda británica Genesis, de su álbum tittulado "Selling England by the Pound". En la que fue interpretada para una película titulada "Laila Majenun" (Laila está poseída). 
Cuatro años después, La banda lanza su próxima canción titulada "Cermin" (Espejo), que se incluyó más en los géneros baladas y con influencias de Deep Purple y Van Halen. Abadi Soesman contribuyó un poco en la banda, en los próximos años lanzaron su tercer álbum titulado, Semut Hitam (Hormigas negras) en 1988, el álbum llegó a obtener un mayor éxito. Luego fue seguido por Raksasa (Monster, 1989) y Apa Kabar? (¿Qué Pasa? en 1997). 

## Discografía

### Álbumes
- God Bless (1975)
- Cermin (1980)
- Semut Hitam (1988)
- Raksasa (1989)
- Apa Kabar (1997)
- 36th (2009)

### Compilaciones
- The Story of God Bless (1990)
- 18 Greatest Hits of God Bless (1992)

### Singles
- Vonis (1991)
- The Greatest Slow Hits (1999)

Bibliografía
- «150 Lagu Indonesia Terbaik Sepanjang Masa» [150 Best Indonesian Songs of All Time]. Rolling Stone Indonesia (en indonesian) (Jakarta) (56): 43, 49, 51, 89. diciembre de 2009. Archivado desde el original el 16 de marzo de 2012.
- «Ahmad Albar gets eight months in drug case». The Jakarta Post. 25 de junio de 2008. Archivado desde el original el 7 de enero de 2012. Consultado el 7 de enero de 2011.
- Dass, Felix (15 de mayo de 2011). «At a glimpse: Music from the decades». The Jakarta Post. Archivado desde el original el 7 de enero de 2012. Consultado el 7 de enero de 2011.
- «God bless ’em, those legendary rockers are back». The Jakarta Post. 18 de junio de 2009. Archivado desde el original el 7 de enero de 2012. Consultado el 7 de enero de 2011.
- «Keep on rocking». The Jakarta Post. 26 de junio de 2011. Archivado desde el original el 7 de enero de 2012. Consultado el 7 de enero de 2011.
- Leo, P.J. (25 de julio de 2010). «Godfather of Rock». The Jakarta Post. Archivado desde el original el 7 de enero de 2012. Consultado el 7 de enero de 2011.
- Maullana, Irfan; Kamil, Ati (15 de junio de 2011). «God Bless Bikin Jibriel "Keteteran"» [God Bless makes Jibriel "Keteteran"]. Kompas (en indonesian). Archivado desde el original el 7 de enero de 2012. Consultado el 7 de enero de 2011.
- Maullana, Irfan; Kamil, Ati (26 de octubre de 2011). «Wawancara dengan Yockie 3: Dan di Situlah Dia Mengambil "Beceng"» [Interview with Yockie 3: And then He Took a Pistol]. Kompas (en indonesian). Archivado desde el original el 6 de enero de 2012. Consultado el 6 de enero de 2011.
- Maullana, Irfan; Sofyan, Eko Hendrawan (8 de junio de 2011). «God Bless Tuggu Kabar Miles dan Riri Riza» [God Bless is Waiting for News from Miles and Riri Riza]. Kompas (en indonesian). Archivado desde el original el 7 de enero de 2012. Consultado el 7 de enero de 2011.
- Maullana, Irfan; Sofyan, Eko Hendrawan (8 de junio de 2011). «Ian Antono: Malu, Kita Ini Sudah pada Tua-tua» [Ian Antono: Shameful, We're All Already Old]. Kompas (en indonesian). Archivado desde el original el 7 de enero de 2012. Consultado el 7 de enero de 2011.
- Setiawati, Indah (24 de julio de 2011). «Cranberries channel the past in Ancol». The Jakarta Post. Archivado desde el original el 7 de enero de 2012. Consultado el 7 de enero de 2011.
- Simanjuntak, Tertiani Z.B. (10 de noviembre de 2002). «Old rockers meet youth idols on stage». The Jakarta Post. Archivado desde el original el 7 de enero de 2012. Consultado el 7 de enero de 2011.
- «Singer Ahmad Albar released from jail». The Jakarta Post. 11 de julio de 2008. Archivado desde el original el 7 de enero de 2012. Consultado el 7 de enero de 2011.
- Theodore KS (19 de marzo de 2004). «Achmad Albar, Sang Ikon» [Achmad Albar, the Icon]. Kompas (en indonesian).
- Yudono, Jodhi (20 de octubre de 2011). «Yockie, Todongan Pistol dan Hengkang dari Godbless» [Yockie, Gun to His Head and Running from Godbless]. Kompas (en indonesian). Archivado desde el original el 20 de octubre de 2011. Consultado el 6 de enero de 2011. Texto «Yudono 2011, Yockie, Tondongan» ignorado (ayuda)

- Datos: Q370693